# Jak svět přichází o básníky
Jak svět přichází o básníky es una película de comedia checoslovaca dirigida por Dušan Klein, basada en la novela Amatéři. Jak přichází svět o básníky de Ladislav Pecháček. Fue lanzado en 1982. Es la primera película de la "hexalogía de los poetas", el título es sucedida por Jak básníci přicházejí o iluze (1985), Jak básníkům chutná život (1988), Konec básníků v Čechách (1993), Jak básníci neztrácejí naději (2004), y Jak básníci čekají na zázrak (2016). La película está protagonizada por Pavel Kříž, David Matásek y Miroslava Šafránková.

## Sinopsis
Štepán Šafránek, un estudiante de secundaria con talento poético, y su amigo Kendy, músico, acuerdan escribir e interpretar una obra musical. Atan a varios residentes de su pequeño pueblo, incluido Borůvka, una joven con la que Šafránek finalmente pierde la virginidad.

## Reparto y personajes
- Pavel Kříž como Stepán Šafránek
- David Matásek como Kendy
- Miroslava Šafránková como Borůvka
- František Filipovský como Valerián
- Josef Somr como Profesor Ječmen
- Oldřich Navrátil como Emil Nádeníček
- Jiří Císler como Čermáček
- Lenka Kořínková como Vránová / ninfa del bosque
- František Ringo Čech como Bouchal
- Míla Myslíková como Šafránková
- Adolf Filip como el padre de Kendy
- Lubomír Kostelka como Šindel
- Luděk Kopřiva como Hugo
- Miroslava Hozová como Ječmenová
- Zdena Hadrbolcová como Profesora
- Jiří Kodet como Pergl
- Barbora Štepánová como Štepánka Hrdličková
- Jiřina Jirásková como Directora de la escuela
- Zdeněk Srstka como Bartender (sin acreditar)